# 波伊斯王國
波伊斯王國（Kingdom of Powys）是威爾斯歷史上的一個小王國（petty kingdom），存在時間為中世紀前期至中期（約五世紀～十二世紀）。波伊斯王國位於威爾斯東北部，大約是現今波伊斯郡的北部範圍。

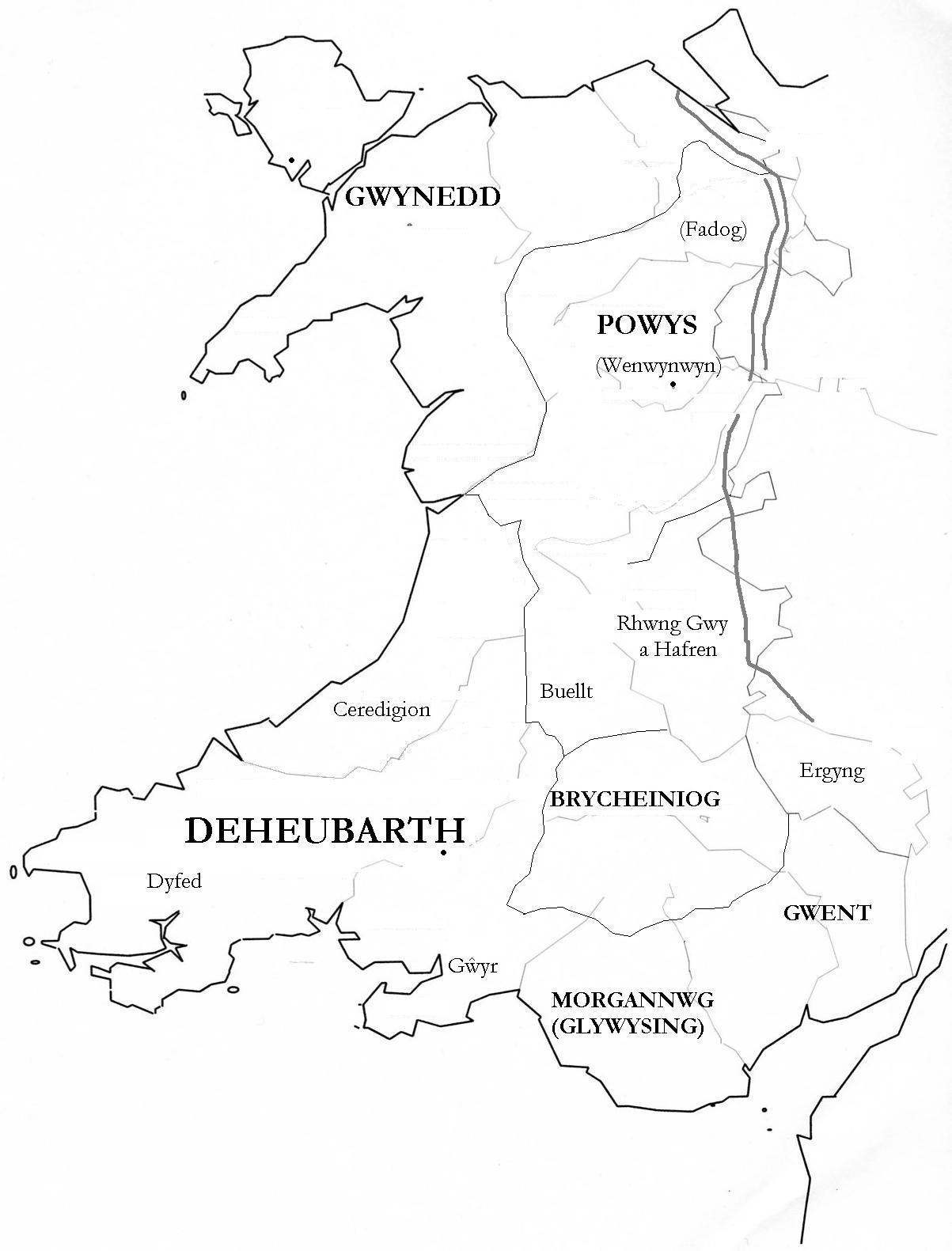
中世紀的威爾斯

波伊斯王國的起源最早可以追溯到傳說人物沃蒂根，布立吞人之王。在中世紀前期，波伊斯的統治者是圭提里昂王朝（House of Gwertherion），直到九世紀時羅德里大帝奪取波伊斯王位。羅德里死後，他的後代分為阿伯弗洛（Aberffraw）與丁尼佛（Dinefwr）兩支，互相爭奪圭內斯王國、德赫巴思和波伊斯三個王國的王位。
格魯菲德·阿頗·盧埃林在十一世紀時統一了整個威爾斯，他死後威爾斯再度陷入分裂，其弟布雷丁·阿頗·金芬繼承了圭內斯和波伊斯兩國。布雷丁·阿頗·金芬的後代被稱為馬斯拉法爾王朝，其持續統治波伊斯王國直到十二世紀。1160年，波伊斯王國分裂為北方的波伊斯法多格（Powys Fadog）以及南方的波伊斯文溫溫（Powys Wenwynwyn）。十三世紀後，波伊斯政權已不復存在。

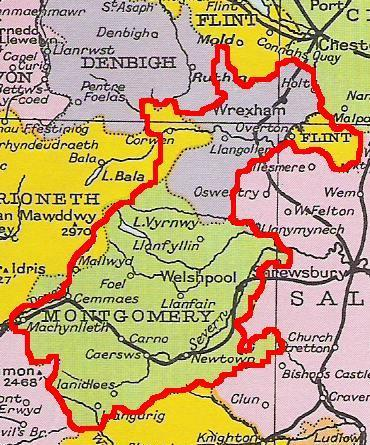
1160年分裂前的波伊斯王國